# 세탁 세제
세탁 세제(洗濯洗劑)는 클리닝 산업에 사용되는 세제의 일종이다. 세탁용 세제는 파우더 형태와 액체 형태로 제조된다.

## 역사
고대 시기부터 직물의 섬유를 물로 기계적으로 씻어내는 것을 용이하게 만들기 위해 화학 첨가물이 사용되었다. 비누같은 재료를 생산한 최초의 기록은 기원전 2800년 즈음 고대 바빌론에서 기원한다.
독일의 화학 기업들은 제1차 세계 대전 중 독일 봉쇄 기간에 비누 재료의 부족에 대응하기 위해 1917년 알킬설페이트 계면 활성제를 개발하였다.